# Йорг Имендорф
Йорг Имендорф  (на немски: Jörg Immendorff, р. 14 юни 1945 – п. 28 май 2007) е един от най-известните германски художници през последните десетилетия на XX век.

## Биография
Роден и израснал в Блекеде, Долна Саксония.
Следва в Художествената академия в Дюселдорф (на немски: Kunstakademie Düsseldorf) в класа на Йозеф Бойс. Дюселдорф е известен като един от центровете на изобразителното изкуство в Германия. Заради провокативните си прояви Йорг Имендорф е изгонен от академията. От 1971 до 1981 г. е учител, след което работи на свободна практика.
През 1972 г. участва в „Документа“ V. Представител на движението на Новите диви. Известен с близките си отношения с бившия канцлер на Германия Герхард Шрьодер.
Женен за бившата си студентка българската художничка Михаела Дановска.
Умира на 61-годишна възраст.

## Галерия
- Стоманена пластика „Изворът на елфите“ в Риза, Саксония
- Бронзова статуя „Вратата на маймуните“ в Бремен
- Бронзова статуя „Вратата на маймуните“ (поглед отзад) в Бремен
- Скулптура от цикъла „Маймуни“ пред ресторант в Дюселдорф
- Скулптура от цикъла „Маймуни“ пред ресторант в Дюселдорф
- Скулптура от цикъла „Маймуни“ пред ресторант в Дюселдорф
- Скулптура от цикъла „Маймуни“ пред ресторант в Дюселдорф
- „Йозеф Бойс с маймунка“ пред ресторант в Дюселдорф